# كريشان كانت
كريشان كانت (28 فبراير 1927 - 27 يوليو 2002) هو النائب العاشر لرئيس الهند من عام 1997 حتى وفاته. في السابق، كان حاكم ولاية أندرا براديش من 1990 إلى 1997.